# 振华路 (青岛)
振华路是中华人民共和国山东省青岛市李沧区的一条市政道路。在中国的地名志中，最早以“振兴中华”命名道路的即为振华路。民主革命先行者孙中山在二十世纪初提出“振兴中华”的口号，1922年中国政府收回青岛主权，第二年就命名此路为“振华路”。

## 历史变迁
振华路东起重庆路，西至四流中路，经永清路、永年路、永平路、永定路等，长2150米。车行道宽9～15米，面积26603平方米，沥青路面；人行道宽5米，面积15395平方米。其中，预制混凝土人行道板5624平方米，沙土路面9771平方米。
振华路原为沧口通往李村的土路，1966年对四流中路向东688米的路段铺设了沥青路面，铺设总面积6070平方米。其中，四流中路向东120米路段因坡度较陡，按简易铺设，面积为960平方米；另外568米路段作表面处置，铺以沥青路面，面积为5110平方米，并安设沿石751米，铺设后车行道宽9米。
1981年，振华路东段拓宽。东起重庆路向西长660米路段，原路车行道宽6～9米，拓宽后路宽9～14米。原路沥青路面面积5300平方米，拓宽后面积8300平方米。路两侧安沿石1400米，提高沟石660米，修整土边沟680米。路面结构为：基层铺直径6～10厘米碎石厚15厘米，铺直径3～6厘米碎石厚5厘米，每平方米洒4公斤沥青油加以处置，上铺沥青混合料4厘米，路面总厚24厘米，工程投资14.04万元。1981年7月1日开工，8月8日竣工。
1983年，对永平路至小白干路一段路面进行翻建及拓宽，施工路段长767米。原路车行道宽9米，拓宽后宽15米。两边人行道仍各宽5米。晓翁村桥加宽至15米。共铺装沥青路面11638平方米，安设沿石1533米，铺黄沙人行道2980平方米，砌桥体385立方米。路面结构：基层铺直径6～10厘米碎石厚20厘米并以黄沙灌缝，铺直径3～6厘米碎石厚8厘米，每平方米洒4公斤沥青油加以处置，上铺中粒式沥青混凝土厚5厘米，细粒式沥青混凝土厚1.5厘米。路面总厚度34.5厘米，工程投资32.73万元。1983年7月开工，8月竣工，桥体加宽部分10月完工。